# Croisade livonienne
Croisades baltes 

Croisade lituanienne
Batailles
 (avril 2024).
Si vous disposez d'ouvrages ou d'articles de référence ou si vous connaissez des sites web de qualité traitant du thème abordé ici, merci de compléter l'article en donnant les références utiles à sa vérifiabilité et en les liant à la section « Notes et références ».
La croisade de Livonie est une suite de campagnes militaires ayant pour but la christianisation dans la Livonie médiévale, la Lettonie et l’Estonie actuelles, pendant les croisades baltes. Des conflits internes apparaissent par ailleurs rapidement au sein de la coalition chrétienne, qui ne prennent fin qu'avec l'intervention du légat papal Guillaume de Modène, favorable à la division en six principautés féodales des terres conquises par les Allemands, les Danois et l'ordre des chevaliers. Les historiens considèrent généralement que la fin de la croisade livonienne date de 1290, soit l'année où les croisés parviennent à réprimer la dernière rébellion ayant éclaté sur le territoire de l'actuelle Lettonie. À partir de cette année-là, les croisés lancent leurs forces dans la croisade lituanienne, soit la croisade contre les dernières terres païennes du Nord-Est de l'Europe.

## Contexte
Les communautés tribales de la Baltique ayant violemment rejeté les missionnaires venus répandre le christianisme, le pape Innocent III décide de proclamer une croisade contre la Livonie en 1198. L'intervention de l'entreprenant évêque Albert de Buxthoeveden, qui a notamment supervisé la fondation de la ville de Riga, conduit à la création d'un ordre religieux chevaleresque appelé l'Ordre des chevaliers Porte-Glaive. Cet ordre joue un rôle crucial lors des premières campagnes de la croisade. Avec l'aide du Danemark et des croisés venus de diverses régions d'Europe, la supériorité des Occidentaux permet une avance rapide des croisés, les régions soumises passant finalement sous l'autorité administrative et ecclésiastique du clergé catholique.
Célestin III, pape de 1191 à 1198, a publié en 198 une bulle dans laquelle il appelle les chevaliers chrétiens à la croisade contre les populations locales baltes.

## Déroulement

### Guerre contre les livoniens et les latgaliens (1198-1209)
Les chrétiens commencent par attaquer les peuples baltes les plus au nord: les livoniens et les latgaliens. L’armée des croisés actifs en Livonie au XIIIe siècle se compose des Chevaliers de l’Épée, de la milice de Riga et d’autres villes, de la milice des indigènes et, enfin, des croisés en visite. À l’été 1198, Berthold de Hanovre arrive à Livzeme avec des troupes et remonta le long de la rivière Daugava jusqu’au château de Martinsala Le 24 juillet 1198, Berthold de Hanovre assiège la ville de Riga qui est prise.
Albert de Buxhoeveden, consacré évêque en 1199, arrive l’année suivante avec une grande force et établit Riga comme siège de son évêché de Riga en 1201. En 1202, il forme les Frères de l’Épée de Livonie pour aider à la conversion des païens au christianisme et, plus important encore, pour protéger le commerce allemand et assurer le contrôle allemand sur le commerce. Alors que l’emprise allemande se resserre, les Livoniens et leur chef baptisé se rebellent contre les croisés. Les forces de Caupo sont vaincues à Turaida en 1206, et les Livoniens sont déclarés convertis.

Carte des tribus baltiques en 1200.

En 1209, Albert de Riga, à la tête des forces de l’Ordre, s’empare de la capitale de la principauté de Jersika en Latgale et emmène en captivité la femme du souverain Visvaldis. Visvaldis est forcé de soumettre son royaume à Albert en concession à l’archevêché de Riga, et en reçoit une partie en fief.

### Guerre contre les estoniens (1208-1227)

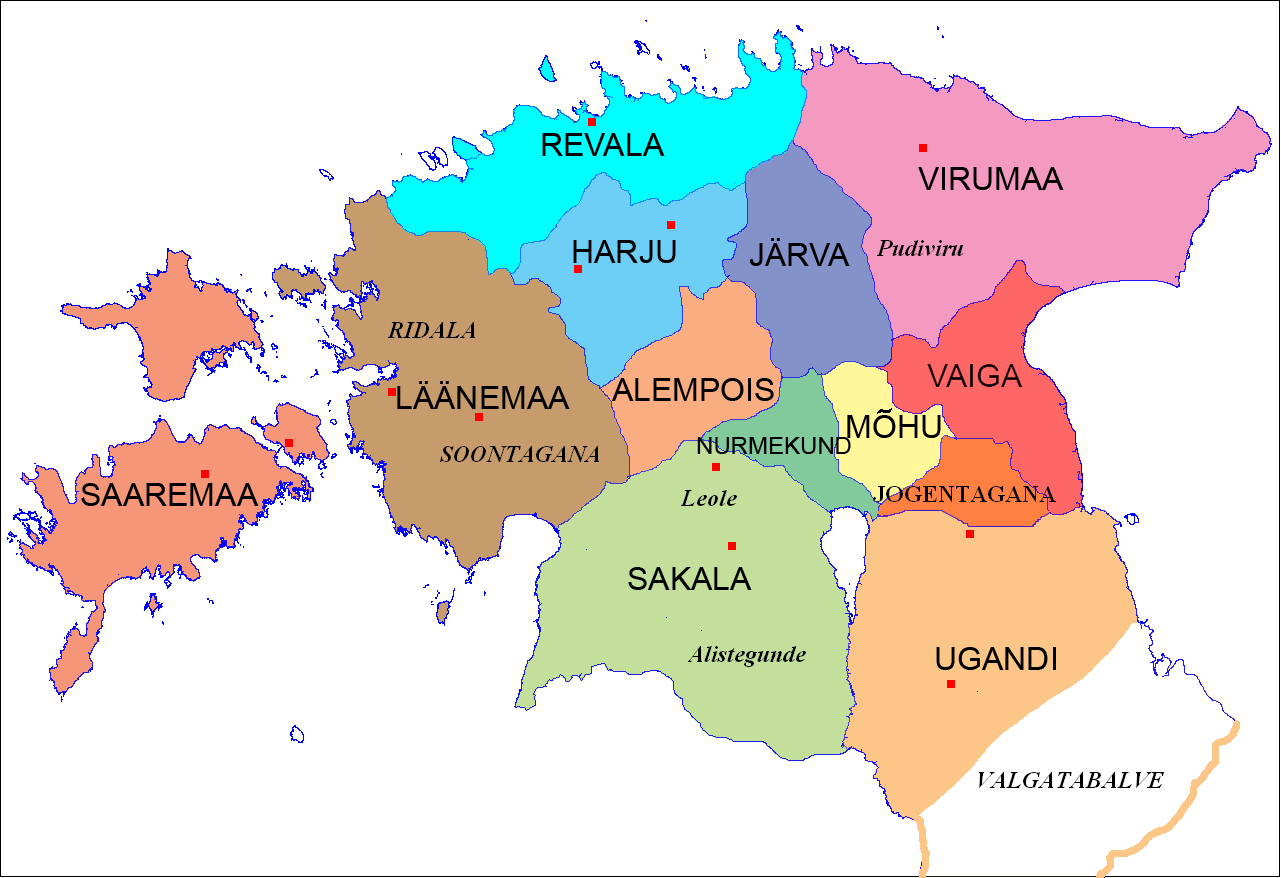
Les comtés estoniens du 13ème siècle.

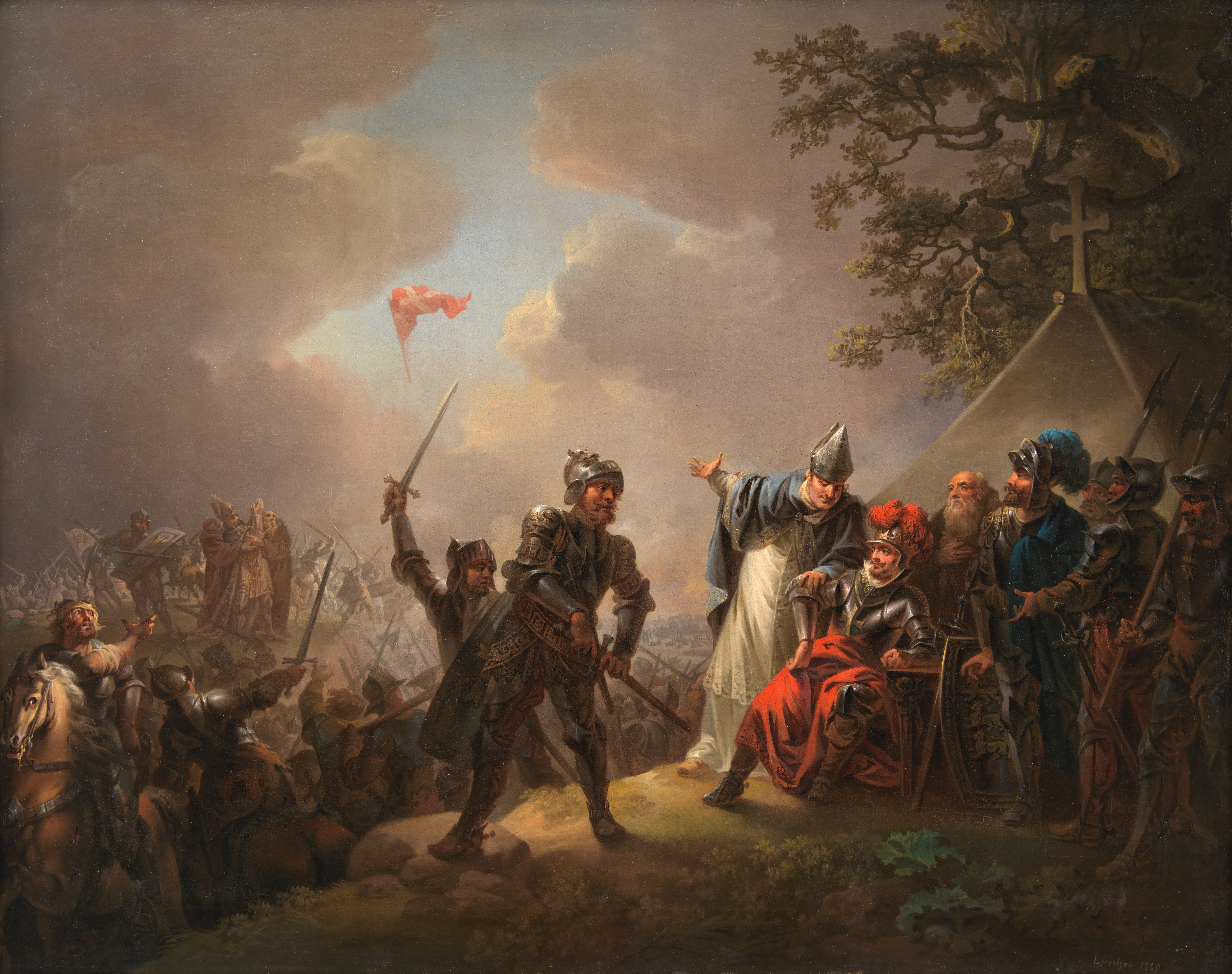
Le drapeau du Danemark tombant du ciel lors de la bataille de Lyndanisse.

En 1208, les croisés sont assez forts pour commencer des opérations contre les Estoniens, qui sont à l’époque divisés en huit comtés principaux et sept plus petits. Les royaumes chrétiens du Danemark et de la Suède sont également désireux de s’étendre sur les rives orientales de la Baltique.
En 1215, à la suite d'une proclamation d'Innocent III, une entité appelée Terra Mariana est établie dans les zones acquises, formellement soumise au Saint-Siège et au Saint-Empire romain germanique en tant qu'État vassal. Les clans baltes lancent cependant de nombreuses insurrections. À partir de 1220, malgré les révoltes déclenchées par les indigènes, les croisés parviennent à répandre le territoire sous leur contrôle comme une traînée de poudre à partir de Tallinn.
Le 21 septembre 1217,, Volkwin, Caupo et Bernard II de Lippe écrasent l'armée estonienne de Lembitu à la bataille de la Saint Matthieu. En 1218, Albert demande l’aide du roi Valdemar II de Danemark, mais Valdemar passe un accord avec l’Ordre. Le roi est victorieux à la bataille de Lyndanisse à Revelia en 1219. Il fonde ensuite la forteresse Castrum Danorum à Tallinn, qui est assiégée sans succès par les Estoniens en 1220 et 1223.
Lors du soulèvement de 1223, tous les bastions chrétiens d’Estonie, à l’exception de Tallinn, tombent aux mains des Estoniens, et leurs défenseurs sont tués. En 1224, toutes les grandes forteresses sont reconquises par les croisés, à l’exception de Tartu, qui est défendue par une garnison de troupes locales et environ 200 mercenaires de Novgorod.
Quelques mois plus tôt, toujours en 1224, l’empereur Frédéric II de Souabe établit à Catane que la Livonie, la Prusse, la Sambie et certaines provinces voisines doivent être considérées comme des reichsfrei, c’est-à-dire des terres directement gérées par l’Église catholique et le Saint-Empire romain germanique plutôt que par des nobles locaux.
En 1224, les Frères de l’Épée de Livonie établissent leur quartier général à Fellin où les murs du château du Maître sont encore debout. D’autres places fortes comprenaient Wenden, Segewold et Ascheraden. Reval tomba en 1227.

### Expédition en Russie (1240-1242)
En 1237, les Suédois reçoivent l’autorisation papale de lancer une croisade et, en 1240, de nouvelles campagnes commencent dans la partie la plus orientale de la région de la Baltique. Après une campagne victorieuse en Tavastia, les Suédois avancent plus à l’est jusqu’à ce qu’ils ne soient arrêtés par une armée novgorodienne dirigée par le prince Alexandre Iaroslavitch qui a vaincu les Suédois à la bataille de la Neva en juillet 1240 et reçoit le surnom de Nevski. Bien que les missionnaires et les croisés tentent d’établir des relations pacifiques avec la République de Novgorod, l’activité missionnaire et de croisade de Livonie en Estonie provoque des conflits avec Novgorod.

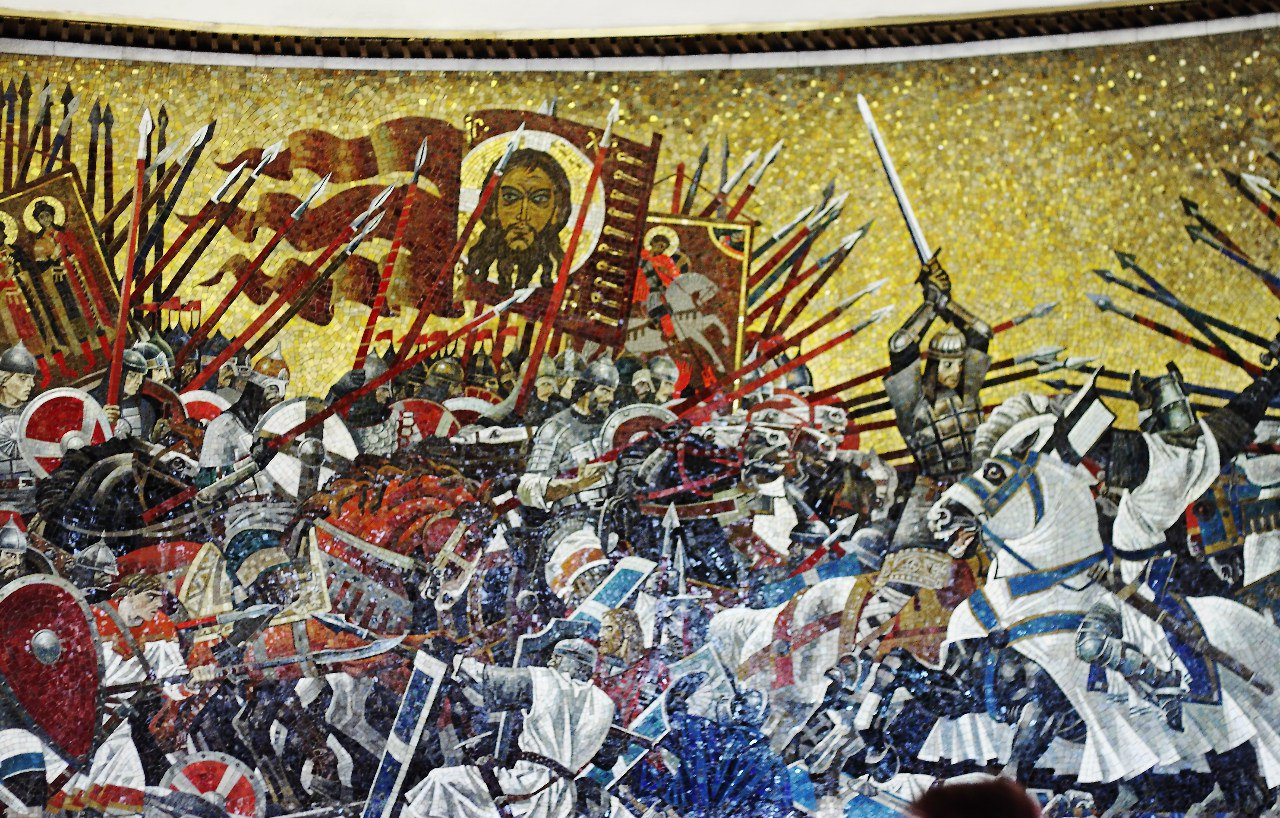
La bataille du lac Peïpous, XXème siècle.

En 1240, les forces combinées du prince exilé de Pskov, Iaroslav Vladimirovitch, et des hommes de l’évêché de Dorpat attaquent la République de Pskov et Votia, un affluent de Novgorod. Cela déclenche la contre-attaque de Novgorod en 1241.
Au cours de la campagne de 1241, Alexandre réussit à reprendre Pskov et Koporye aux croisés. Alexandre continue ensuite en territoire germano-estonien. Les teutoniques, les chrétiens de Dorpat et les danois affrontent les principautés russes à la bataille du lac Peïpous. Les chevaliers catholiques de l'ouest subissent une écrasante défaite qui marque la fin de l'expédition en Russie.

### Guerre contre les oesoliens et les couroniens (1206-1267)
Le dernier comté estonien à résister aux envahisseurs est le pays insulaire de Saaremaa (Ösel), dont les flottes de guerre ont continué à attaquer le Danemark et la Suède pendant les années de lutte contre les croisés allemands. En 1206, une armée danoise dirigée par le roi Valdemar II et Andreas, l’évêque de Lund, débarque à Saaremaa et tente d’établir une place forte, sans succès.

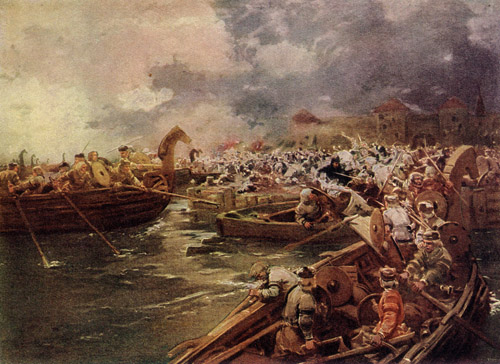
Les coures assiégeant Riga en 1210.

En juillet 1210, les couroniens tentent d’assiéger Riga, mais comme après une journée de combat, ils n’ont pas réussi à percer les murs de la ville, ils décident de s’arrêter. En 1216, les Frères de l’Épée de Livonie et l’évêque Théodorich s’associent et envahissent Saaremaa par la mer gelée.
En 1222, le roi danois Valdemar II tente la deuxième conquête de Saaremaa, cette fois en établissant une forteresse en pierre abritant une forte garnison. La forteresse est assiégée et se rend en cinq jours, la garnison danoise retournant à Revel tout en laissant le frère de l’évêque Albert de Riga, Théodoric, et d’autres comme otages pour la paix. Le château est rasé par les oeseliens.
En 1241, les Œseliens acceptent à nouveau le christianisme en signant des traités avec le maître de l’ordre de Livonie, Andreas de Velven, et l’évêché d’Ösel-Wiek. Après la défaite des Estoniens, les forces croisées se sont déplacées vers les terres de Courlande et de Semgallia. Ces communautés vivent au sud et à l’ouest de la rivière Daugava et sont souvent alliées aux Samogitiens, situés dans l’actuelle Lituanie. En 1260, les Coures sont impliqués dans la bataille de Durbe, l’une des plus grandes batailles de Livonie au XIIIe siècle.
La guerre éclate en 1261 lorsque les Oeselians renoncent une fois de plus au christianisme et tuent tous les Germains de l’île. Un traité de paix est signé après que les forces unies de l’Ordre de Livonie, de l’évêché d’Ösel-Wiek et de l’Estonie danoise, y compris les Estoniens et les Lettons continentaux, aient vaincu les Oeselians en capturant leur forteresse de Kaarma. La résistance des Curiens prend fin en 1267, lorsque toute la Courlande est divisée entre les chevaliers de Livonie et l’archidiocèse de Riga.

### Guerre contre les sémigaliens et les samogitiens (1219-1290)

La Terra Mariana en 1260.

État monastique des chevaliers Teutoniques en 1260.

Selon la Chronique de Livonie d’Henri, les Sémigaliens forment une alliance avec l’évêque Albert de Riga contre les Livoniens rebelles avant 1203, et reçoivent un soutien militaire pour contenir les attaques lituaniennes en 1205. En 1207, le duc sémigalien Viestards aide le chef livonien baptisé Caupo à reprendre son château de Turaida aux rebelles païens.
En 1219, l’alliance sémigalienne-germanique est annulée après une invasion croisée en Sémigalie. En 1228, les Sémigalliens et les Couroniens attaquent le monastère de Daugavgrīva, le principal bastion des croisés dans le delta de la Daugava.
En 1236, les chevaliers de l'Ordre Porte-Glaive subissent une défaite sévère face aux samogitiens et aux sémigaliens à la bataille du Soleil en 1236 : leurs troupes sont décimées. L'année suivante, la confrérie est incorporée à l'ordre des chevaliers Teutoniqueset continue la croisade sous le nom d'Ordre de Livonie. Les samogitiens combattent à nouveau l'ordre à Memel en 1257. Les païens de Samogitie dirigés par Alminas gagnent à Skuodas.
En 1270, le grand-duc lituanien Traidenis, avec les Semigaliens, attaque la Livonie et Saaremaa. Au cours de la bataille de Karuse sur le golfe gelé de Riga, l’Ordre de Livonie est vaincu et son maître Otto von Lutterberg est tué. En 1279, après la bataille d’Aizkraukle, le grand-duc Traidenis de Lituanie soutient une révolte sémigalienne contre l’ordre de Livonie dirigé par le duc Nameisis. Dans les années 1280, l’Ordre de Livonie lance une campagne massive contre les Sémigaliens, qui comprend l’incendie de leurs champs et donc la famine. Les Sémigaliens continuent leur résistance jusqu’en 1290.